# Verdwijning van Willeke Dost
De verdwijning van Willeke Dost is een onopgeloste vermissingszaak uit 1992. De destijds 15-jarige Willeke Dost verdween op 15 januari 1992 uit het huis van haar pleegouders in Koekange. Tot op heden ontbreekt van haar ieder spoor. Het is een van de meest spraakmakende vermissingszaken in Nederland.

## Geschiedenis
Toen Willeke één jaar oud was, kwamen haar ouders om het leven bij een auto-ongeval. Daarna heeft ze op verschillende plekken gewoond: Bij familie, in een pleeggezin en in een psychiatrisch jeugdcentrum. Vanaf haar tiende werd ze opgevangen in een pleeggezin in Koekange.

## Verdwijning
In de ochtend van 15 januari 1992 troffen de pleegouders Willeke niet aan in de slaapkamer. Omdat ook haar fiets niet meer in de schuur stond gingen zij ervan uit dat Willeke al naar school vertrokken was. Dat bleek niet het geval: Willeke is die bewuste dag nooit op school geweest. Zo vroeg naar school vertrekken bleek ook niet nodig, ze was de eerste twee schooluren vrij. Toen Willeke ook 's avonds niet thuis kwam, sloegen de pleegouders alarm. Eerst bij Jeugdzorg, later ook bij de politie.
De politie ging in eerste instantie uit van het scenario dat Willeke van huis zou zijn weggelopen. Er waren geen aanwijzingen voor een misdrijf. Toch was een wegloop-scenario niet geheel logisch omdat Willeke geen geld of paspoort bij zich had. Ze had wel haar rugtas meegenomen, een aantal kledingstukken en de foto van haar ouders.

## Onderzoek

### Initieel onderzoek snel gestaakt
Niet lang na de verdwijning werd er een rechercheteam van de politie op de zaak gezet. Er kwamen 40 tips binnen bij de politie. Ook werd er een telefoon afgetapt. Deze onderzoekshandelingen hebben het team niet verder gebracht en op 23 april 1992 werd het rechercheteam weer ontbonden.

### Onthulling Peter R. de Vries
Misdaadverslaggever Peter R. de Vries kwam in 1996 met een onthulling. Seriemoordenaar Wim S. uit Geldrop zou aan een mede-gedetineerde elf vrouwenmoorden hebben opgebiecht, waaronder de moord op Willeke Dost. De politie besloot niets met deze informatie te doen, het onderzoek bleef gesloten.

### Landelijk Team Kindermoord en televisie-uitzendingen
In 2004 werd de zaak opnieuw bekeken door het Landelijk Team Kindermoord. De televisie-programma's Opsporing Verzocht en TROS Vermist besteedden aandacht aan de vermissingszaak. Er werd een verouderingsfoto gemaakt en tipgeld uitgeloofd. Er kwamen honderden tips binnen, maar die leidden niet tot een doorbraak.

### Kamervragen
Op 19 mei 2009 vroeg VVD-Tweede Kamerlid Fred Teeven aandacht voor de zaak. In Kamervragen wees hij op het gebrekkige onderzoek dat door de politie is verricht gelet op de vermoedens van een ernstig misdrijf. Ook wees hij op de noodzaak van het starten van een nieuw opsporingsonderzoek. In antwoord op de vragen antwoordde Minister Ernst Hirsch Ballin dat de Regionale Stuurcommissie eind 2008 de regiopolitie Drenthe had aangespoord het dossier opnieuw ter hand te nemen.

### Heropening onderzoek
In mei 2009 begon de politie opnieuw een onderzoek naar de verdwijning. Opnieuw werd alle onderzoeksinformatie bij elkaar gebracht en werd bekeken of moderne opsporingstechnieken tot nieuwe inzichten zouden kunnen leiden. Die exercitie leidde ertoe dat in oktober 2009 het onderzoek formeel werd heropend. Sindsdien zijn er 165 mensen gehoord.

### Arrestatie pleegmoeder en pleegbroer
Op 7 juni 2010 werden de pleegmoeder Herna en pleegbroer Bart gearresteerd op verdenking van betrokkenheid bij de verdwijning. Ook werd de boerderij waar het pleeggezin woonde doorzocht, en werd een groot gebied rondom de boerderij uitgekamd.
De verdenkingen leidden niet tot een doorbraak. Later dat jaar werd er nog op een andere plek rondom het huis gegraven, maar zonder resultaat. In december 2011 waren de pleegmoeder en pleegbroer niet langer verdachte.

### Sluiting onderzoek
In 2012 werd het onderzoek naar de verdwijning opnieuw gesloten. Het in 2009 heropende onderzoek heeft niet tot nieuwe resultaten geleid.

### Cold Case Kalender
In 2018 werd de vermissingszaak geplaatst op de landelijke Cold Case Kalender, een door de politie uitgegeven kalender waarop 52 onopgeloste misdrijven, zogeheten cold cases, staan.

### Nieuwe gravingen
In november 2018 kwam de zaak opnieuw in de publiciteit toen amateurspeurders een ultimatum stelden aan de politie om te gaan graven op een locatie zo'n 150 meter van de boerderij waar Willeke woonde. Zou de politie niet in actie komen, dan zouden ze zelf de schop in de grond zetten. Op de bewuste locatie waren verschillende speurhonden onafhankelijk van elkaar aangeslagen, en gaf een grondradar signalen dat er in het verleden was gegraven. De politie ging met graafwerkzaamheden aan de slag, maar dit leverde niets op.
Een van de amateurs maakte in januari 2019 bekend te stoppen met het speurwerk naar Willeke, omdat boze inwoners van het dorp Koekange zijn tuin hadden vernield als represaille voor de vele graafwerkzaamheden.
De andere amateur onderzoeker werd in april 2019 opgepakt omdat hij anderen aanspoorde te gaan graven op een terrein waarvan hij dacht dat het vermiste meisje begraven ligt.

### Nieuwe aandacht Peter R. de Vries Foundation
In mei 2024 vroeg de Peter R. de Vries Foundation opnieuw aandacht voor de zaak. In november dat jaar werd door deze stichting 100.000 euro aan tipgeld uitgeloofd voor de gouden tip.

### Boek Marja West
In april 2025 zal over de verdwijningszaak een boek van de hand van Marja West verschijnen. De titel van het boek is Het meisje dat spoorloos verdween. Mijn zoektocht naar Willeke Dost. West werkte al sinds 2022 aan het boek, maar stelde publicatie enkele malen uit vanwege nieuwe informatie zij wilde onderzoeken. Enkele bekenden van Willeke Dost wilden via de rechter voorkomen dat hun namen en woonplaatsen in het boek zouden worden genoemd. De rechtszaak werd door de uitgeverij gewonnen.